# Agrilus catalinae
Agrilus catalinae är en skalbaggsart som beskrevs av Knull 1940. Agrilus catalinae ingår i släktet Agrilus och familjen praktbaggar. Inga underarter finns listade i Catalogue of Life.